# Liste d'articles sur le viaduc de Millau
Cette liste répertorie les articles de presse et de revue sur le viaduc de Millau. Le classement est par nom de revue, puis chronologique.

## RevueLe Moniteur des Travaux Publics et du Bâtiment
- no 5108, Richard Bouvier, Le chantier de Millau va générer 300 millions d'euros de travaux, 19 octobre 2001 ;
- no 5108, Jérôme Hervé, Viaduc de Millau. C'est parti!, 19 octobre 2001 ;
- no 5129, Jérôme Hervé, Viaduc de Millau: un chantier hors normes, 15 mars 2002 ;
- no 5136, Viaduc de Millau: la pile P2 sort de terre, 3 mai 2002 ;
- no 5138, Laurent Miguet, Des robots pour le tablier de Millau, 17 mai 2002 ;
- no 5138, Philippe Donnaes, Tablier du viaduc de Millau. Paré à lancer!, 21 février 2003 ;
- no 5197, Philippe Donnaes, Viaduc de Millau. D'un record à l'autre, 4 juillet 2003 ;
- no 5205, Philippe Donnaes, Viaduc de Millau. Le tablier franchit la pile P7, 29 août 2003 ;
- no 5206,  Viaduc de Millau: accostage réussi, 5 septembre 2003 ;
- no 5208, Viaduc de Millau: premier "vrai" lançage au nord, 19 septembre 2003 ;
- no 5210, Philippe Donnaes, 36 000 t d'acier assemblées sur les rives du Tarn, 3 octobre 2003 ;
- no 5216, Gilles, Jean-Bernard, Eiffage fait face au besoin de personnel, 14 novembre 2003 ;
- no 5219, Philippe Donnaes, Millau: un viaduc sous haute surveillance, 5 décembre 2003 ;
- no 5252 Levage spectaculaire de pylônes au viaduc de Millau, 23 juillet 2004 ;
- no 5262, Le viaduc de Millau reçoit son tapis noir, 1er octobre 2004 ;
- no 5265, Julien Beideler, Chaussée très spéciale pour le viaduc de Millau, 22 octobre 2004 ;
- no 5270, 28 poids lourds mettent le viaduc à l'épreuve, 26 novembre 2004 ;
- no 5272, Julien Beideler, Viaduc de Millau, 10 décembre 2004.

## Revue «Travaux»
- no 660, Michel Virlogeux, Autoroute A75. Le projet de franchissement du Tarn à Millau (Aveyron), décembre 1990 ;
- no 731, Robert Tirat, A75. Puits de reconnaissance du Grand viaduc de Millau., mai 1997 ;
- no 785, Christian Thomasson, Le viaduc de Millau. Ouvrages de Soutènement Tervoile de la pile P3, avril 2002 ;
- no 794, Jean-Pierre Martin, Le viaduc de Millau, février 2003 ;
- no 803, Jean-Pierre Martin, La construction des appuis et le lançage du tablier du viaduc de Millau, décembre 2003 ;
- no 808, Patrick Vieu, La concession du viaduc de Millau, une nouvelle approche du partenariat concédant-concessionnaire dans le domaine autoroutier, mai 2004 ;
- no 808, Jean-François Coste, Le viaduc de Millau. Des procédures novatrices pour un ouvrage exceptionnel, mai 2004 ;
- no 808, Marc Legrand, Le point de vue du concessionnaire, mai 2004 ;
- no 816, Technique auto-grimpante PERI ACS pour les plus hautes piles du monde, février 2005 ;
- no 816, Le risque sismique sur la construction, février 2005 ;
- no 816, Jean-Michel Bregere, Millau: le viaduc de l'information, février 2005 ;
- no 816, Sandrine Chotard, Le viaduc de Millau, un chantier inscrit dans le développement durable, février 2005 ;
- no 816, Jean-François Coste, Le viaduc de Millau. Des procédures novatrices pour un ouvrage exceptionnel, février 2005 ;
- no 816, Marc Courtehoux, Les chaussées du viaduc de Millau, février 2005 ;
- no 816, Guillaume Butty, Systèmes hydrauliques intégrés Enerpac pour le viaduc de Millau, février 2005 ;
- no 816, Jean-Marie Crémer,  Les études du viaduc de Millau, février 2005 ;
- no 816, Bernard Gausset, De la base des fondations au sommet des piles : dix ans de créativité, février 2005 ;
- no 816, Jean Guénard, Mission accomplie, février 2005 ;
- no 816, Michel Guérinet, La durabilité des bétons, février 2005 ;
- no 816, Marc Legrand, Le viaduc de Millau, février 2005 ;
- no 816, Michel Lévy, La maîtrise d'œuvre du viaduc de Millau, février 2005 ;
- no 816, Jean Marchionini, L'assistance météorologique à la construction du viaduc de Millau, février 2005 ;
- no 816, Jean-Pierre Martin, Marc Buonomo, Claude Servant, Les aspects principaux de la conception et des travaux, février 2005 ;
- no 816, Jacques Huillard, Le viaduc de Millau, une aventure technique et humaine extraordinaire pour Eiffel, février 2005 ;
- no 816, Manuel Peltier, Les haubans de Millau, février 2005 ;
- no 816, Rainer Roos, Équipements de poussage, d'appui et de joints de chaussée, février 2005 ;
- no 816, Carl Sarens, Le transport et le levage des pylônes, février 2005 ;
- no 816, Claude Servant, L'instrumentation du viaduc de Millau, février 2005 ;
- no 816, Christian Thomasson, Les travaux de fondations, février 2005 ;
- no 816, Patrick Vieu, Le viaduc de Millau. Des procédures novatrices pour un ouvrage exceptionnel, février 2005 ;
- no 816, Michel Virlogeux, Avant-propos, février 2005 ;
- no 816, Katharina Vohl, À chaque pile sa grue, février 2005 ;
- no 816, Pierre Wyniecki, Des calculs avancés pour un ouvrage exceptionnel, février 2005 ;
- no 816, Hervé Lançon, Les structures du viaduc sous haute surveillance, février 2005 ;
- no 816, Gérard Grillaud, Le comportement au vent du viaduc de Millau: 10 ans d'études au CSTB, février 2005 ;
- no 868, Michel Virlogeux, Avant-propos, janvier 2010 ;
- no 868, Jean-François Coste, Patrick Vieu, Pascal Lechanteur, Le viaduc de Millau : des procédures novatrices pour un ouvrage exceptionnel, janvier 2010 ;
- no 868, Marc Legrand, Le viaduc de Millau, janvier 2010 ;
- no 868, Jacques Huillard, Le viaduc de Millau, une aventure technique et humaine extraordinaire pour Eiffel, janvier 2010 ;
- no 868, Jean-Pierre Martin, Marc Buonomo, Claude Servant, Les aspects principaux de la construction et des travaux, janvier 2010 ;
- no 868, François Sclosser, Alain Guilloux, Les études géotechniques et les fondations, janvier 2010 ;
- no 868, Jean-Luc Bringer, Benoît Lecinq, Manuel Peltier, Michel Virlogeux, Marc Buonomo, Claude Servant, Les haubans du viaduc de Millau, janvier 2010 ;
- no 868, Claude Servant, Vincent de Ville de Goyet, Gérard Grillaud, Michel Virlogeux, Marc Buonomo, Les essais de chargement statique et dynamique du viaduc de Millau, janvier 2010 ;
- no 868, Sandrine Chotard, Claude Servant, Le viaduc de Millau, un chantier inscrit dans le développement durable, janvier 2010 ;
- no 868, Claude Servant, Imed Ben Fredj, Jean-Pierre Martin, L'instrumentation du viaduc de Millau, janvier 2010 ;
- no 868, Frédéric Dune, L'exploitation du viaduc de Millau, janvier 2010 ;
- no 868, Jean-Marie Crémer, Vincent de Ville de Goyet, ean-Yves Del Forno, Les études du viaduc de Millau, janvier 2010 ;
- no 868, Katharina Vohl, À chaque pile sa grue, janvier 2010 ;
- no 868, Christian Thomasson, Les travaux de fondations, janvier 2010 ;
- no 868, Technique auto-grimpante Peri ACS pour les plus hautes piles du monde, janvier 2010 ;
- no 868, Patrick Charlon, La précontrainte des piles et de l'auvent en BSI® de la barrière de péage, janvier 2010 ;
- no 868, Jean Marchionini, L'assistance météorologique à la construction du viaduc de Millau, janvier 2010 ;
- no 868, Pierre Wyniecki, Rémy Tenaud, Alban Wyniecki, Les calculs avancés pour un ouvrage exceptionnel, janvier 2010 ;
- no 868, Bernard Gausset, De la base des fondations au sommet des piles : dix ans de créativité, janvier 2010 ;
- no 868, Gérard Grillaud, Olivier Flamand, Sophie Bodéré, Le comportement au vent du viaduc de Millau : 10 ans d'études au CSTB, janvier 2010 ;
- no 868, Carl Sarens, Le transport et le levage des pylônes, janvier 2010 ;
- no 868, Hervé Lançon, Pierre Brouillac, Les structures du viaduc sous haute surveillance, janvier 2010 ;
- no 868, Michel Lévy, Jean-Bernard Datry, Jean-Claude Calcoen, La maîtrise d'œuvre du viaduc de Millau, janvier 2010 ;
- no 868, Rainer Roos, Bernd Speck, Équipements de poussage, d'appui et de joints de chaussée, janvier 2010 ;
- no 868, Manuel Peltier, Jean-Luc Bringer, Les haubans de Millau, janvier 2010 ;
- no 868, Guillaume Butty, Systèmes hydrauliques intégrés Enerpac pour le viaduc de Millau. Déplacement entre ciel et terre sous contrôle hydraulique, janvier 2010 ;
- no 868, Jean-Michel Bregère, Millau : le viaduc de l'information, janvier 2010 ;
- no 868, Marc Courtehoux, Serge Kraft, Les chaussée du viaduc de Millau, janvier 2010.

## Revue «Bulletin Ponts métalliques»
- no 23, Bernard Plu,  Viaduc de Millau, 2004 ;
- no 23, Jacques Godfrain, Le viaduc de Millau, un tremplin d'exception pour l'avenir économique du Sud Aveyron, 2004 ;
- no 23, Jean-Marie Cremer, La mise au point du projet définitif, 2004, n. 23 ;
- no 23, Gérard Grillaud, Les études au vent du viaduc de Millau, 2004 ;
- no 23, Bernard Héritier, Le revêtement de chaussée du viaduc de Millau, 2004 ;
- no 23, Marc Buonomo, Le viaduc de Millau, 2004 ;
- no 23, Michel Virlogeux, Le viaduc sur le Tarn à Millau, 2004 ;
- no 24, Claude Servant, Essais de charges statiques et dynamiques du viaduc de Millau, 2007.

## Revue «Viaduc Magazine»
- no 1, La décision du viaduc ne s'est pas prise en un jour, 2003 ;
- no 1, La passion fait l'homme, 2003 ;
- no 1, Stéphane Monnet, Une prouesse humaine et technologique, 2003.

## Revue «Bulletin annuel de l'AFGC»
- « Le viaduc de Millau », dans Bulletin annuel de l'AFGC, 2004, n. 6.

## Revue «Chantiers de France»
- no 347, Marc Montagnon, L'avant-Millau: 4 millions d'euros, février 2002 ;
- no 354, Marc Montagnon, Un record mondial de hauteur, octobre 2002 ;
- no 365, Pascal Graindorge, Viaduc de Millau: un ouvrage d'exception, novembre 2003 ;
- no 375, Ph. Donnaes, Le viaduc de Millau sur écoute, novembre 2004.

## Revue «Ouvrages d’art»
- no 47, Marc Buonomo, Le viaduc de Millau, novembre 2004.

## Revue «Revue Générale des Routes et autoroutes»
- no 819, Bernard Laffargue, Le grand viaduc de Millau, juillet - août 2003 ;
- no 819, Marc Legrand, La concession du viaduc de Millau, juillet - août 2003 ;
- no 819, Jean-Pierre Martin, Le viaduc de Millau, juillet - août 2003 ;
- no 819, Michel Saubot, Mise au point d'un enrobé hors normes pour le tablier du viaduc de Millau, juillet - août 2003 ;
- no 819, Sandrine Chotard, Le viaduc de Millau, un chantier inscrit dans le développement durable, juillet - août 2003 ;
- no 825, Dr Gerd Jonas, Le pont de tous les superlatifs - Ecrans brise-vent : une application innovante pour Plexiglas Soundstop®, février 2004 ;
- no 832, Françoise Marmier, Viaduc de Millau… Le noir lui va si bien, octobre 2004 ;
- no 834, Marc Courtehoux, Serge Krafft, Bernard Héritier, Réalisation des chaussées du viaduc de Millau, décembre 2004 - janvier 2005 ;
- no 842, Jean-Louis Golbery, Viaduc de Millau - Détection automatique d'incidents (DAI) par analyse d'images vidéo, septembre 2005.

## Autres articles de revues ou journaux
- « L'apogée du système Freyssinet », dans Sols et Structures, 2004, n. 220 ;
- « Viaduc de Millau, France », dans PERI actuel, 2003, n. 1 ;
- Claude Belmont, Le défi du viaduc de Millau, Le Figaro, 16.12.2001 ;
- Dominique Buffier, Le viaduc de Millau s'offre la plus haute pile du monde, Le Monde, 18.10.2003 ;
- Eric Goubert, Un viaduc géant pour faire sauter le bouchon de Millau, La Provence, 14.12.2001 ;
- Wasoodev Hoorpah, « Le Viaduc de Millau », dans Les Cahiers de l'APK, octobre 2002, n. 31 ;
- Thibaut Martin, « Une route de métal entre ciel et terre », dans Arts & Métiers Magazine, mai 2003, n. 265 ;
- Philippe Morelli, « Viaduc de Millau : premier acte ! », dans BTP Magazine, novembre 2001, n. 147 ;
- Antoine Vavel, « Les sept piles de l'exploit », dans Construction moderne, 2003 ;
- Guy Lebègue, « Du Spatial aux Travaux publics : Les Maquettes virtuelles - L'incorporation des maquettes virtuelles des Travaux publics dans le paysage : le viaduc de Millau », avec la collaboration de Eric Lebègue, CSTB et Laurent Lebègue, CNES, Lettre AAAF Cannes, spécial mars 2007, publiée sur archive-host.com, reprise dans  La Lettre AAAF N°6 de juin 2007,  (ISSN 1767-0675).